# Olympische Sommerspiele 1988/Leichtathletik – Kugelstoßen (Frauen)

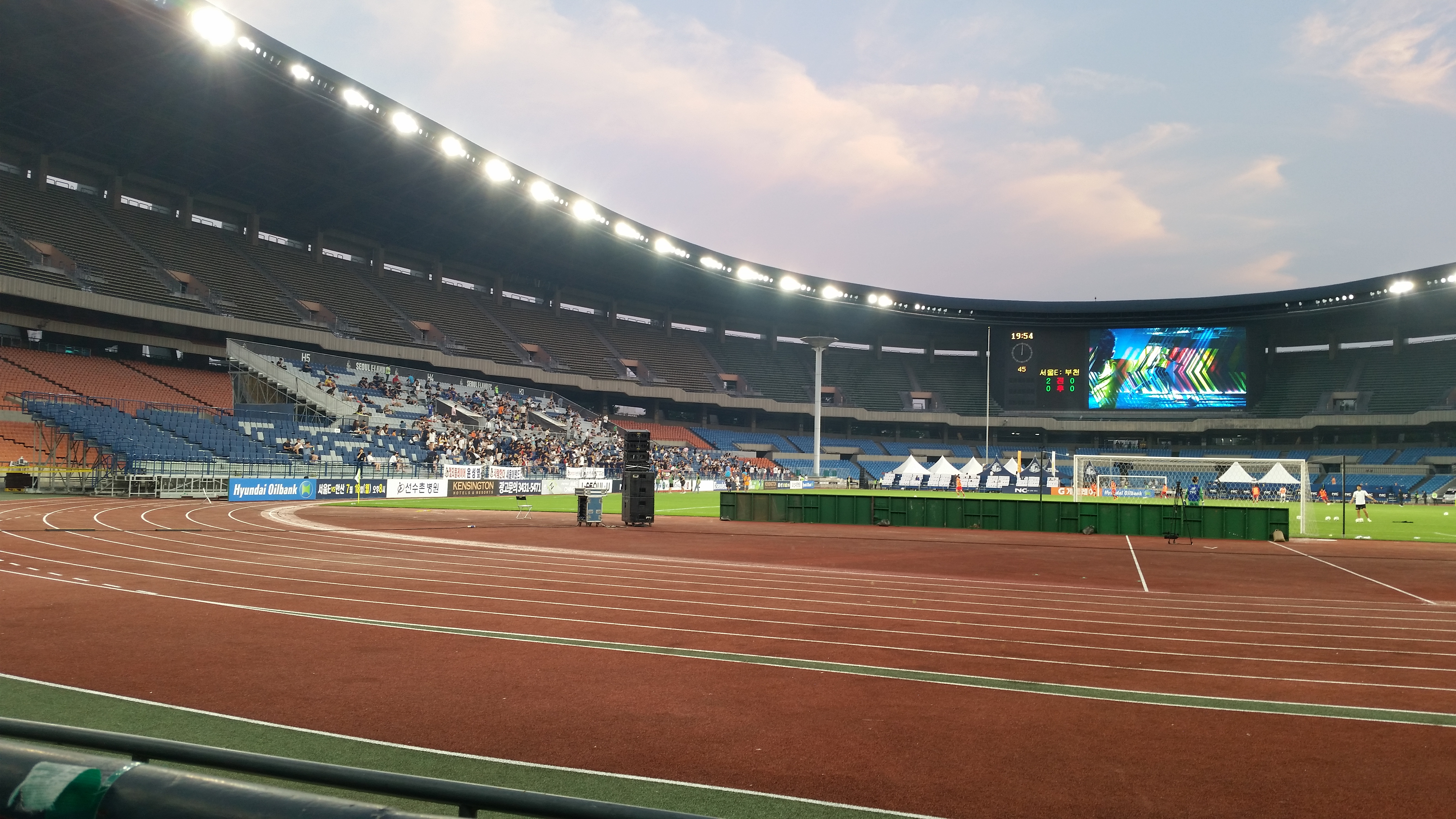
Innenraum des Olympiastadions im Jahr 2016

Das Kugelstoßen der Frauen bei den Olympischen Spielen 1988 in Seoul wurde am 30. September und 1. Oktober 1988 in zwei Runden im Olympiastadion Seoul ausgetragen. 25 Athletinnen nahmen teil.
Olympiasiegerin wurde Natalja Lissowskaja aus der Sowjetunion. Sie gewann vor Kathrin Neimke aus der DDR und der Chinesin Li Meisu.
Neben der Medaillengewinnerin Neimke nahmen für die DDR Heike Hartwig und Ines Müller teil, die beide das Finale erreichten. Müller wurde Vierte, Hartwig Sechste.

Claudia Losch und Iris Plotzitzka gingen für die Bundesrepublik Deutschland an den Start. Losch erreichte das Finale und belegte Rang fünf. Plotzitzka scheiterte in der Qualifikation.

Athletinnen aus der Schweiz, Österreich und Liechtenstein nahmen nicht teil.

## Aktuelle Titelträgerinnen
| Olympiasiegerin 1984                      | Claudia Losch ( BR Deutschland)    | 20,48 m | Los Angeles 1984  |
| Weltmeisterin 1987                        | Natalja Lissowskaja ( Sowjetunion) | 21,24 m | Rom 1987          |
| Europameisterin 1986                      | Heidi Krieger ( DDR)               | 21,10 m | Stuttgart 1986    |
| Panamerikanische Meisterin 1987           | Ramona Pagel ( USA)                | 18,56 m | Indianapolis 1987 |
| Zentralamerika und Karibik-Meisterin 1987 | Lissete Martínez ( Kuba)           | 17,22 m | Caracas 1987      |
| Südamerika-Meisterin 1987                 | Maria Fernandes ( Brasilien)       | 14,49 m | São Paulo 1987    |
| Asienmeisterin 1987                       | Cong Yuzhen ( Volksrepublik China) | 18,17 m | Singapur 1987     |
| Afrikameisterin 1988                      | Hanan Ahmed Khaled ( Ägypten)      | 15,02 m | Annaba 1988       |

## Bestehende Rekorde
| Weltrekord         | 22,63 m | Natalja Lissowskaja ( Sowjetunion) | Moskau, Sowjetunion (heute Russland)           | 7. Juni 1987  |
| Olympischer Rekord | 22,41 m | Ilona Slupianek ( DDR)             | Finale OS Moskau, Sowjetunion (heute Russland) | 24. Juli 1980 |

Der bestehende olympische Rekord wurde bei diesen Spielen nicht erreicht. Der weiteste Stoß gelang Olympiasiegerin Natalja Lissowskaja mit 22,24 m in ihrem sechsten Versuch im Finale. Damit blieb sie siebzehn Zentimeter unter dem Olympia- und 39 Zentimeter unter dem Weltrekord.

## Legende
Kurze Übersicht zur Bedeutung der Symbolik – so üblicherweise auch in sonstigen Veröffentlichungen verwendet:
| – | verzichtet |
| x | ungültig   |

## Qualifikation
Datum: 30. September 1988, 12:30 Uhr
Für die Qualifikation wurden die Athletinnen in zwei Gruppen gelost. Zehn von ihnen (hellblau unterlegt) übertrafen die direkte Finalqualifikationsweite von 19,50 m. Damit war die Mindestanzahl von zwölf Finalteilnehmerinnen nicht erreicht und das Finalfeld wurde mit den beiden nächstbesten Starterinnen beider Gruppen (hellgrün unterlegt) auf zwölf Wettbewerberinnen aufgefüllt. So waren für die Finalteilnahme schließlich 19,40 m notwendig.

### Gruppe A

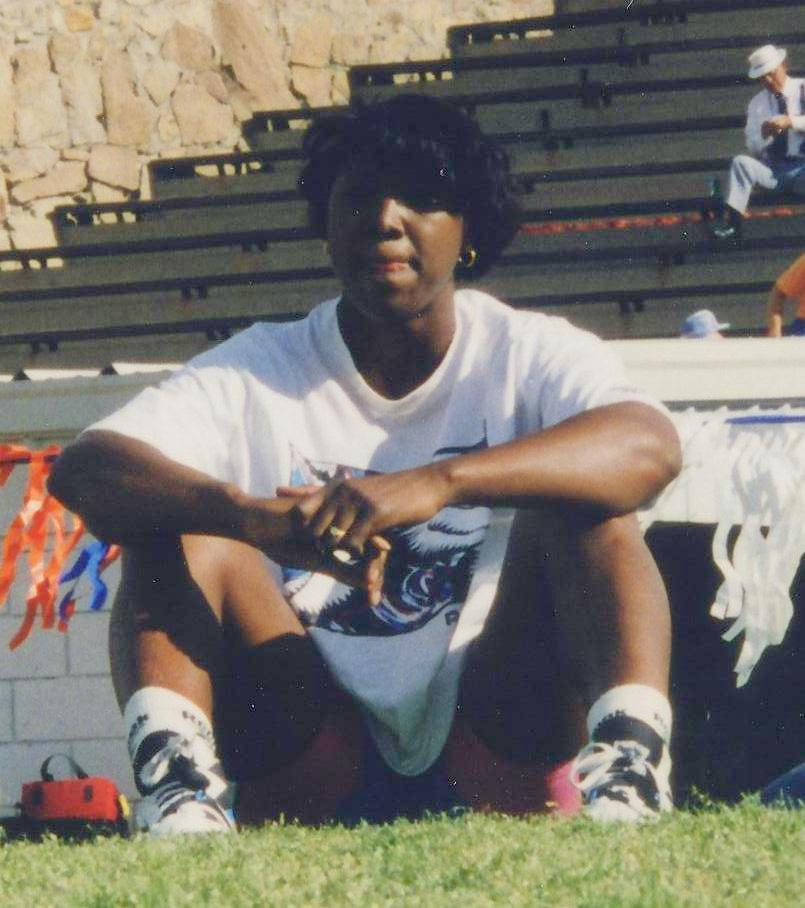
Wie zwei Tage zuvor im Diskuswurf scheiterte Connie Price in der Qualifikation – hier mit 17,09 m

| Platz | Name                  | Nation              | 1. Versuch | 2. Versuch | 3. Versuch | Weite   |
| ----- | --------------------- | ------------------- | ---------- | ---------- | ---------- | ------- |
| 1     | Claudia Losch         | BR Deutschland      | 18,82 m    | 20,39 m    | –          | 20,39 m |
| 2     | Li Meisu              | Volksrepublik China | 20,30 m    | –          | –          | 20,30 m |
| 3     | Kathrin Neimke        | DDR                 | 20,18 m    | –          | –          | 20,18 m |
| 4     | Heike Hartwig         | DDR                 | 19,22 m    | 20,06 m    | –          | 20,06 m |
| 5     | Zdeňka Šilhavá        | Tschechoslowakei    | 19,74 m    | –          | –          | 19,74 m |
| 6     | Cong Yuzhen           | Volksrepublik China | 19,55 m    | –          | –          | 19,55 m |
| 7     | Svetla Mitkova        | Bulgarien           | 18,80 m    | 19,53 m    | –          | 19,53 m |
| 8     | Bonnie Dasse          | USA                 | 19,29 m    | 19,45 m    | 18,94 m    | 19,45 m |
| 9     | Valentina Fedjuschina | Sowjetunion         | 16,93 m    | 19,05 m    | 19,06 m    | 19,06 m |
| 10    | Connie Price          | USA                 | 15,61 m    | x          | 17,09 m    | 17,09 m |
| 11    | María Isabel Urrutia  | Kolumbien           | 15,13 m    | 14,85 m    | 14,42 m    | 15,13 m |
| 12    | Yvonne Hanson-Nortey  | Großbritannien      | 15,13 m    | 14,86 m    | x          | 15,13 m |
| 13    | Siololovau Ikavuka    | Tonga               | 12,31 m    | x          | 11,18 m    | 12,31 m |

### Gruppe B
| Platz | Name                        | Nation              | 1. Versuch | 2. Versuch | 3. Versuch | Weite   |
| ----- | --------------------------- | ------------------- | ---------- | ---------- | ---------- | ------- |
| 1     | Ines Müller                 | DDR                 | 19,79 m    | –          | –          | 19,79 m |
| 2     | Natalja Lissowskaja         | Sowjetunion         | 19,78 m    | –          | –          | 19,78 m |
| 3     | Huang Zhihong               | Volksrepublik China | 19,71 m    | –          | –          | 19,71 m |
| 4     | Natalja Achrimenko          | Sowjetunion         | 19,26 m    | 19,40 m    | x          | 19,40 m |
| 5     | Iris Plotzitzka             | BR Deutschland      | 18,79 m    | 19,06 m    | x          | 19,06 m |
| 6     | Ramona Pagel                | USA                 | 18,55 m    | 18,45 m    | 18,36 m    | 18,55 m |
| 7     | Judy Oakes                  | Großbritannien      | 17,76 m    | 18,34 m    | 18,02 m    | 18,34 m |
| 8     | Myrtle Augee                | Großbritannien      | 16,85 m    | 16,44 m    | 17,31 m    | 17,31 m |
| 9     | Deborah Saint Phard         | Haiti               | 14,87 m    | 15,35 m    | 16,02 m    | 16,02 m |
| 10    | Grace Apiafi                | Nigeria             | 15,06 m    | 15,05 m    | 14,58 m    | 15,06 m |
| 11    | Choi Mi-sun                 | Südkorea            | 13,90 m    | 13,44 m    | 13,97 m    | 13,97 m |
| 12    | Jeanne-Nicole Ngo Minyemeck | Kamerun             | 11,84 m    | 12,73 m    | 12,61 m    | 12,73 m |
| DNS   | Sona Vasickova              | Tschechoslowakei    |            |            |            |         |

## Finale
Datum: 1. Oktober 1988, 12:25 Uhr
| Platz | Name                | Nation              | 1. Versuch | 2. Versuch | 3. Versuch | 4. Versuch                                  | 5. Versuch                                  | 6. Versuch                                  | Endresultat |
| ----- | ------------------- | ------------------- | ---------- | ---------- | ---------- | ------------------------------------------- | ------------------------------------------- | ------------------------------------------- | ----------- |
| 1     | Natalja Lissowskaja | Sowjetunion         | 21,69 m    | 21,49 m    | 21,24 m    | 21,74 m                                     | 21,11 m                                     | 22,24 m                                     | 22,24 m     |
| 2     | Kathrin Neimke      | DDR                 | 19,64 m    | 20,07 m    | 19,82 m    | 20,37 m                                     | 20,72 m                                     | 21,07 m                                     | 21,07 m     |
| 3     | Li Meisu            | Volksrepublik China | 19,99 m    | 20,03 m    | 20,72 m    | 20,49 m                                     | 21,06 m                                     | 20,84 m                                     | 21,06 m     |
| 4     | Ines Müller         | DDR                 | 20,37 m    | 19,34 m    | x          | x                                           | 19,55 m                                     | 20,34 m                                     | 20,37 m     |
| 5     | Claudia Losch       | BR Deutschland      | 20,08 m    | x          | 19,40 m    | 20,27 m                                     | x                                           | x                                           | 20,27 m     |
| 6     | Heike Hartwig       | DDR                 | 19,94 m    | 20,20 m    | 19,71 m    | 20,16 m                                     | x                                           | 19,75 m                                     | 20,20 m     |
| 7     | Natalja Achrimenko  | Sowjetunion         | 19,37 m    | 19,86 m    | 19,18 m    | x                                           | 19,60 m                                     | 20,13 m                                     | 20,13 m     |
| 8     | Huang Zhihong       | Volksrepublik China | 18,26 m    | 19,15 m    | 19,82 m    | 19,79 m                                     | 19,73 m                                     | 19,56 m                                     | 19,82 m     |
|       |                     |                     |            |            |            |                                             |                                             |                                             |             |
| 9     | Cong Yuzhen         | Volksrepublik China | 19,69 m    | x          | 19,65 m    | nicht im Finale der besten acht Athletinnen | nicht im Finale der besten acht Athletinnen | nicht im Finale der besten acht Athletinnen | 19,69 m     |
| 10    | Svetla Mitkova      | Bulgarien           | 18,29 m    | 18,79 m    | 19,09 m    | nicht im Finale der besten acht Athletinnen | nicht im Finale der besten acht Athletinnen | nicht im Finale der besten acht Athletinnen | 19,09 m     |
| 11    | Zdeňka Šilhavá      | Tschechoslowakei    | 16,85 m    | 18,86 m    | x          | nicht im Finale der besten acht Athletinnen | nicht im Finale der besten acht Athletinnen | nicht im Finale der besten acht Athletinnen | 18,86 m     |
| 12    | Bonnie Dasse        | USA                 | 17,60 m    | 17,59 m    | 17,51 m    | nicht im Finale der besten acht Athletinnen | nicht im Finale der besten acht Athletinnen | nicht im Finale der besten acht Athletinnen | 17,60 m     |

Für das Finale hatten sich zwölf Athletinnen qualifiziert, von denen zehn die Qualifikationsweite übertroffen hatten. Qualifiziert waren alle drei Teilnehmerinnen aus China und aus der DDR. Hinzu kamen jeweils zwei Athletinnen aus der Sowjetunion sowie jeweils eine Teilnehmerin aus der Bundesrepublik Deutschland, Bulgarien, der Tschechoslowakei und den Vereinigten Staaten.
Klare Favoritin war die amtierende Weltmeisterin und Weltrekordhaltern Natalja Lissowskaja aus der UdSSR. Medaillenkandidatinnen waren vor allem die beiden DDR-Athletinnen Kathrin Neimke, Vizeweltmeisterin, und Ines Müller, frühere Ines Reichenbach, WM-Dritte, sowie die Olympiasiegerin von 1984 Claudia Losch aus der Bundesrepublik Deutschland.
Mit 21,69 m übernahm Lissowskaja von Beginn an die Führungsposition, die sie bis zum Ende des Wettkampfes behaupten konnte. Ihre Überlegenheit war so groß. dass jeder ihrer sechs Stöße für den Olympiasieg gereicht hätte. Die Silbermedaille ging an Kathrin Neimke, die im letzten Durchgang die Kugel auf 21,07 m brachte. Olympiasiegerin Natalja Lissowskaja verbesserte sich in dieser Runde noch einmal auf 22,24 m. Bronze gewann die Chinesin Li Meisu. Sie lag nur einen Zentimeter hinter Neimke, ihre Bestweite stammte aus Durchgang fünf. Claudia Losch belegte Rang fünf, ihr bester Stoß war der vierte mit 20,27 m. Sie lag damit zehn Zentimeter hinter Ines Müller und sieben Zentimeter vor Heike Hartwig aus der DDR. Ilona Slupianeks olympischer Rekord – 22,41 m – von 1980 in Moskau hatte auch nach den Spielen von Seoul weiterhin Bestand.
Natalja Lissowskaja gewann die insgesamt sechste Goldmedaille für die Sowjetunion im Kugelstoßen der Frauen.

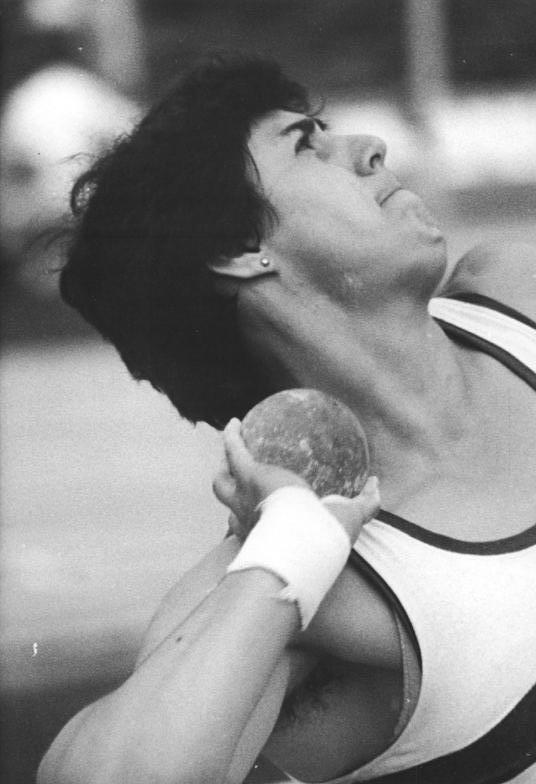
Die Olympiavierte Ines Müller
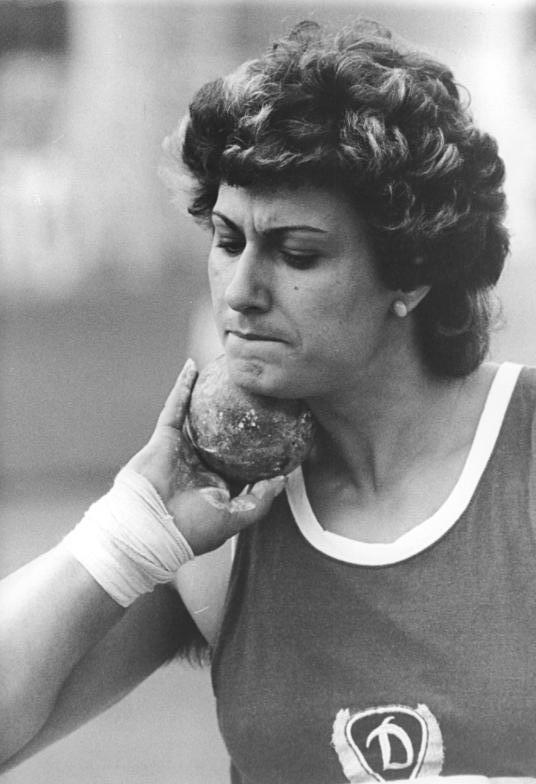
Rang sechs für Heike Hartwig

## Video
- Athletics Throws at Seoul 1988 Summer Olympics, Bereich 1:32 min – 2:25 min youtube.com, abgerufen am 2. Februar 2018